# Hexatoma (Eriocera) pyrrhochroma
Hexatoma (Eriocera) pyrrhochroma is een tweevleugelige uit de familie steltmuggen (Limoniidae). De soort komt voor in het Oriëntaals gebied.